# Serhiivka, Iemilciîne
Serhiivka (în ucraineană Сергіївка) este localitatea de reședință a comunei Serhiivka din raionul Iemilciîne, regiunea Jîtomîr, Ucraina.

## Demografie
Componența lingvistică a localității Serhiivka
     Ucraineană (99,01%)
     Alte limbi (0,99%)
Conform recensământului din 2001, majoritatea populației localității Serhiivka era vorbitoare de ucraineană (99,01%), existând în minoritate și vorbitori de alte limbi.